# Hexolobodon phenax
Hexolobodon phenax és una espècie extinta de rosegador de la família dels capròmids. Era endèmica de la Hispaniola (Haití i República Dominicana). No se sap gaire cosa sobre el seu hàbitat i la seva història natural. La presència de fòssils d'aquesta espècie juntament amb restes de rates indica que no s'extingí fins després de l'arribada dels colons europeus.